# Santiago Pool
Santiago Pool es un deportista peruano que compitió en taekwondo. Ganó una medalla de plata en el Campeonato Panamericano de Taekwondo de 1988, en la categoría de –70 kg.

## Palmarés internacional
| Campeonato Panamericano | Campeonato Panamericano | Campeonato Panamericano | Campeonato Panamericano |
| Año                     | Lugar                   | Medalla                 | Categoría               |
| ----------------------- | ----------------------- | ----------------------- | ----------------------- |
| 1988                    | Lima (Perú)             | Medalla de plata        | –70 kg                  |